# Episodi di Metropolitan Police (nona stagione)
La nona stagione della serie televisiva Metropolitan Police è stata trasmessa in anteprima nel Regno Unito dalla Independent Television tra il 5 gennaio 1993 e il 31 dicembre 1993.
| nº  | Titolo originale                   | Titolo italiano | Prima TV UK       | Prima TV Italia |
| --- | ---------------------------------- | --------------- | ----------------- | --------------- |
| 1   | Dying Breed                        |                 | 5 gennaio 1993    |                 |
| 2   | Fact of Life                       |                 | 7 gennaio 1993    |                 |
| 3   | All Through the Night              |                 | 8 gennaio 1993    |                 |
| 4   | New Tune, Old Fiddle               |                 | 12 gennaio 1993   |                 |
| 5   | Delinquent                         |                 | 14 gennaio 1993   |                 |
| 6   | Bringing Up Baby                   |                 | 15 gennaio 1993   |                 |
| 7   | Rainy Days and Mondays             |                 | 19 gennaio 1993   |                 |
| 8   | Supply and Demand                  |                 | 21 gennaio 1993   |                 |
| 9   | On the Cards                       |                 | 22 gennaio 1993   |                 |
| 10  | Shock to the System                |                 | 26 gennaio 1993   |                 |
| 11  | Living It Down                     |                 | 28 gennaio 1993   |                 |
| 12  | Heat of the Moment                 |                 | 29 gennaio 1993   |                 |
| 13  | Shake, Rattle 'n' Roll             |                 | 2 febbraio 1993   |                 |
| 14  | No Thanks to You                   |                 | 4 febbraio 1993   |                 |
| 15  | A Better Life                      |                 | 5 febbraio 1993   |                 |
| 16  | Echo                               |                 | 9 febbraio 1993   |                 |
| 17  | Fagins                             |                 | 11 febbraio 1993  |                 |
| 18  | Cried Too Late                     |                 | 12 febbraio 1993  |                 |
| 19  | Gone for a Soldier                 |                 | 16 febbraio 1993  |                 |
| 20  | Persuasion                         |                 | 18 febbraio 1993  |                 |
| 21  | Hard Man                           |                 | 19 febbraio 1993  |                 |
| 22  | Missionary Work                    |                 | 23 febbraio 1993  |                 |
| 23  | Hypocritical Oath                  |                 | 25 febbraio 1993  |                 |
| 24  | Trivial Pursuits                   |                 | 26 febbraio 1993  |                 |
| 25  | Out of the Mouths                  |                 | 2 marzo 1993      |                 |
| 26  | Keeping in Touch                   |                 | 4 marzo 1993      |                 |
| 27  | If It Isn't Hurting                |                 | 5 marzo 1993      |                 |
| 28  | Keeping Out of Trouble             |                 | 9 marzo 1993      |                 |
| 29  | School of Hard Knocks              |                 | 11 marzo 1993     |                 |
| 30  | A Little Family Business           |                 | 12 marzo 1993     |                 |
| 31  | Breaking the Chain                 |                 | 16 marzo 1993     |                 |
| 32  | The Fortress                       |                 | 18 marzo 1993     |                 |
| 33  | In Broad Daylight                  |                 | 19 marzo 1993     |                 |
| 34  | Credible Witness                   |                 | 23 marzo 1993     |                 |
| 35  | The Price of Fame                  |                 | 25 marzo 1993     |                 |
| 36  | The Short Straw                    |                 | 26 marzo 1993     |                 |
| 37  | Missing                            |                 | 30 marzo 1993     |                 |
| 38  | Goods Received                     |                 | 1º aprile 1993    |                 |
| 39  | Double Enmity                      |                 | 2 aprile 1993     |                 |
| 40  | Hard Evidence                      |                 | 6 aprile 1993     |                 |
| 41  | High Hopes and Low Life            |                 | 8 aprile 1993     |                 |
| 42  | On the Loose                       |                 | 9 aprile 1993     |                 |
| 43  | Out of Court                       |                 | 13 aprile 1993    |                 |
| 44  | Bedfellows                         |                 | 15 aprile 1993    |                 |
| 45  | Cat and Mouse                      |                 | 17 aprile 1993    |                 |
| 46  | Brothers                           |                 | 20 aprile 1993    |                 |
| 47  | Playing Away                       |                 | 22 aprile 1993    |                 |
| 48  | Coming to Terms                    |                 | 24 aprile 1993    |                 |
| 49  | Return to Sender                   |                 | 27 aprile 1993    |                 |
| 50  | Sticks and Stones                  |                 | 29 aprile 1993    |                 |
| 51  | Tangled Webs                       |                 | 1º maggio 1993    |                 |
| 52  | Recruiting Officer                 |                 | 4 maggio 1993     |                 |
| 53  | Give 'Em an Inch                   |                 | 6 maggio 1993     |                 |
| 54  | By Hook or by Crook                |                 | 8 maggio 1993     |                 |
| 55  | Home to Roost                      |                 | 11 maggio 1993    |                 |
| 56  | In Safe Hands                      |                 | 19 maggio 1993    |                 |
| 57  | Punch Drunk                        |                 | 15 maggio 1993    |                 |
| 58  | Fall Out                           |                 | 18 maggio 1993    |                 |
| 59  | Awaydays                           |                 | 20 maggio 1993    |                 |
| 60  | Pride and Joy                      |                 | 22 maggio 1993    |                 |
| 61  | Fast Food                          |                 | 25 maggio 1993    |                 |
| 62  | Soft Touch                         |                 | 27 maggio 1993    |                 |
| 63  | We Gave Him All Our Love           |                 | 29 maggio 1993    |                 |
| 64  | Hearts and Minds                   |                 | 1º giugno 1993    |                 |
| 65  | Cry Baby                           |                 | 3 giugno 1993     |                 |
| 66  | A Willing Victim                   |                 | 5 giugno 1993     |                 |
| 67  | Rank Outsider                      |                 | 8 giugno 1993     |                 |
| 68  | Tender Mercies                     |                 | 10 giugno 1993    |                 |
| 69  | Double Take                        |                 | 12 giugno 1993    |                 |
| 70  | Mouth and Trousers                 |                 | 15 giugno 1993    |                 |
| 71  | Uses and Abuses                    |                 | 16 giugno 1993    |                 |
| 72  | Picking a Winner                   |                 | 19 giugno 1993    |                 |
| 73  | Broken                             |                 | 22 giugno 1993    |                 |
| 74  | Insider Dealing                    |                 | 24 giugno 1993    |                 |
| 75  | To Have and to Hold                |                 | 26 giugno 1993    |                 |
| 76  | Honour Among Thieves               |                 | 29 giugno 1993    |                 |
| 77  | Somebody to Love                   |                 | 1º luglio 1993    |                 |
| 78  | Morning Has Broken                 |                 | 3 luglio 1993     |                 |
| 79  | Swaps                              |                 | 6 luglio 1993     |                 |
| 80  | Trust                              |                 | 8 luglio 1993     |                 |
| 81  | Divided We Fall                    |                 | 10 luglio 1993    |                 |
| 82  | A Duty of Care                     |                 | 13 luglio 1993    |                 |
| 83  | Family Values                      |                 | 15 luglio 1993    |                 |
| 84  | A Matter of Life and Death         |                 | 17 luglio 1993    |                 |
| 85  | Kith and Kin                       |                 | 20 luglio 1993    |                 |
| 86  | Part of the Family                 |                 | 22 luglio 1993    |                 |
| 87  | Mighty Atoms                       |                 | 24 luglio 1993    |                 |
| 88  | A Malicious Prosecution            |                 | 27 luglio 1993    |                 |
| 89  | Outbreak                           |                 | 29 luglio 1993    |                 |
| 90  | Unreliable Witness                 |                 | 31 luglio 1993    |                 |
| 91  | Sweet Charity                      |                 | 3 agosto 1993     |                 |
| 92  | David and Goliath                  |                 | 5 agosto 1993     |                 |
| 93  | What a Pair                        |                 | 7 agosto 1993     |                 |
| 94  | Desirable Property                 |                 | 10 agosto 1993    |                 |
| 95  | Blind Spot                         |                 | 12 agosto 1993    |                 |
| 96  | Carrying the Load                  |                 | 14 agosto 1993    |                 |
| 97  | Deadly Weapon                      |                 | 17 agosto 1993    |                 |
| 98  | All the Wrong Connections          |                 | 19 agosto 1993    |                 |
| 99  | Give and Take                      |                 | 21 agosto 1993    |                 |
| 100 | Desperate Measures                 |                 | 24 agosto 1993    |                 |
| 101 | To Catch a Thief                   |                 | 26 agosto 1993    |                 |
| 102 | Natural Reaction                   |                 | 28 agosto 1993    |                 |
| 103 | Desperate Remedies                 |                 | 31 agosto 1993    |                 |
| 104 | Bright Lights                      |                 | 2 settembre 1993  |                 |
| 105 | Bare Faced Lies                    |                 | 4 settembre 1993  |                 |
| 106 | But Not Forgotten                  |                 | 7 settembre 1993  |                 |
| 107 | Push                               |                 | 9 settembre 1993  |                 |
| 108 | Bad Reaction                       |                 | 10 settembre 1993 |                 |
| 109 | Compliments of the Service         |                 | 15 settembre 1993 |                 |
| 110 | Game of Two Halves                 |                 | 16 settembre 1993 |                 |
| 111 | The Knowledge                      |                 | 18 settembre 1993 |                 |
| 112 | No Place Like Home                 |                 | 21 settembre 1993 |                 |
| 113 | Customer Care                      |                 | 23 settembre 1993 |                 |
| 114 | The Right Man for the Job          |                 | 25 settembre 1993 |                 |
| 115 | A Life in the Day Of               |                 | 28 settembre 1993 |                 |
| 116 | Having What It Takes               |                 | 30 settembre 1993 |                 |
| 117 | Play the Game                      |                 | 2 ottobre 1993    |                 |
| 118 | Unlucky for Some                   |                 | 5 ottobre 1993    |                 |
| 119 | Gift of the Gab                    |                 | 7 ottobre 1993    |                 |
| 120 | A Class Act                        |                 | 9 ottobre 1993    |                 |
| 121 | Dangerous Trade                    |                 | 12 ottobre 1993   |                 |
| 122 | Cheating Heart                     |                 | 14 ottobre 1993   |                 |
| 123 | Somewhere to Hang My Hat           |                 | 16 ottobre 1993   |                 |
| 124 | No Comment                         |                 | 19 ottobre 1993   |                 |
| 125 | Shrinkage                          |                 | 21 ottobre 1993   |                 |
| 126 | Street Legal                       |                 | 23 ottobre 1993   |                 |
| 127 | The Green-Eyed Monster             |                 | 26 ottobre 1993   |                 |
| 128 | Behind Closed Doors                |                 | 28 ottobre 1993   |                 |
| 129 | Links in the Chain                 |                 | 30 ottobre 1993   |                 |
| 130 | Care in the Community              |                 | 2 novembre 1993   |                 |
| 131 | You Don't Always Get What You Want |                 | 4 novembre 1993   |                 |
| 132 | Reason to Believe                  |                 | 6 novembre 1993   |                 |
| 133 | Let Slip                           |                 | 9 novembre 1993   |                 |
| 134 | Until Proven Guilty                |                 | 11 novembre 1993  |                 |
| 135 | The Hard Sell                      |                 | 13 novembre 1993  |                 |
| 136 | Consequences                       |                 | 16 novembre 1993  |                 |
| 137 | A Question of Identity             |                 | 18 novembre 1993  |                 |
| 138 | Cutting Edge                       |                 | 20 novembre 1993  |                 |
| 139 | Put Down                           |                 | 23 novembre 1993  |                 |
| 140 | Left Behind                        |                 | 25 novembre 1993  |                 |
| 141 | Real Villains                      |                 | 27 novembre 1993  |                 |
| 142 | Questionable Judgement             |                 | 30 novembre 1993  |                 |
| 143 | Taking Care of Business            |                 | 2 dicembre 1993   |                 |
| 144 | The Law in Their Hands             |                 | 4 dicembre 1993   |                 |
| 145 | Cause for Complaint                |                 | 7 dicembre 1993   |                 |
| 146 | Blood Counts                       |                 | 9 dicembre 1993   |                 |
| 147 | Hurting Inside                     |                 | 11 dicembre 1993  |                 |
| 148 | Corroboration                      |                 | 14 dicembre 1993  |                 |
| 149 | Death of a Ladies' Man             |                 | 16 dicembre 1993  |                 |
| 150 | An Ill Wind                        |                 | 18 dicembre 1993  |                 |
| 151 | Keep on Trucking                   |                 | 21 dicembre 1993  |                 |
| 152 | A Family Trait                     |                 | 23 dicembre 1993  |                 |
| 153 | Paid in Full                       |                 | 24 dicembre 1993  |                 |
| 154 | Cause for Concern                  |                 | 28 dicembre 1993  |                 |
| 155 | Nothing Ventured                   |                 | 31 dicembre 1993  |                 |